# Vaasan Palloseura 2017

## Stagione
Nella stagione 2017 il VPS ha disputato la Veikkausliiga, massima serie del campionato finlandese di calcio, terminando il torneo all'ottavo posto con 42 punti conquistati in 33 giornate, frutto di 9 vittorie, 12 pareggi e 12 sconfitte. In Suomen Cup è sceso in campo a partire dal sesto turno, superando la fase a gironi come secondo classificato nel girone B, ma venendo poi eliminato nei play-off per i quarti di finale dall'Inter Turku. Ha partecipato alla UEFA Europa League 2017-2018 in qualità di quarto classificato nella Veikkausliiga 2016, accedendo al primo turno di qualificazione: dopo aver eliminato gli sloveni dell'Olimpia Lubiana è stato eliminato nel secondo turno di qualificazione dai danesi del Brøndby.

## Organico

### Rosa
| N. |                      | Ruolo | Calciatore           |
| -- | -------------------- | ----- | -------------------- |
| 1  | Estonia (bandiera)   | P     | Marko Meerits        |
| 2  | Finlandia (bandiera) | D     | Timi Lahti           |
| 3  | Finlandia (bandiera) | D     | Ville Koskimaa       |
| 4  | Finlandia (bandiera) | D     | Jesper Engström      |
| 5  | Finlandia (bandiera) | D     | Mikko Viitikko       |
| 6  | Finlandia (bandiera) | C     | Jerry Voutilainen    |
| 7  | Finlandia (bandiera) | C     | Juha Hakola          |
| 8  | Finlandia (bandiera) | C     | Sebastian Strandvall |
| 9  | Finlandia (bandiera) | C     | Juho Lähde           |
| 10 | Giamaica (bandiera)  | A     | Steven Morrissey     |
| 11 | Germania (bandiera)  | D     | Thomas Thomas        |

| N. |                      | Ruolo | Calciatore        |
| -- | -------------------- | ----- | ----------------- |
| 12 | Finlandia (bandiera) | P     | Samu Volotinen    |
| 13 | Finlandia (bandiera) | C     | Kim Böling        |
| 14 | Estonia (bandiera)   | D     | Markus Jürgenson  |
| 15 | Finlandia (bandiera) | D     | Jonas Levänen     |
| 16 | Finlandia (bandiera) | C     | Aatu Laatikainen  |
| 17 | Finlandia (bandiera) | C     | Joonas Vahtera    |
| 18 | Giamaica (bandiera)  | A     | Andre Clennon     |
| 19 | Gambia (bandiera)    | C     | Ebrima Sohna      |
| 20 | Finlandia (bandiera) | D     | Veli Lampi        |
| 24 | Finlandia (bandiera) | P     | Erik Hilden       |
| 26 | Finlandia (bandiera) | C     | Fabrice Gatambiye |

## Risultati

### UEFA Europa League

#### Primo turno preliminare
| Arbitro: | Petr Ardeleanu |

|             |           |  |
| Vahtera 12’ | Marcatori |  |

| Arbitro: | Georgios Kominis |

|  |           |                |
|  | Marcatori | 66’ Strandvall |

#### Secondo turno preliminare
| Arbitro: | Bart Vertenten |

|                      |           |  |
| Pukki 16’ Fisker 28’ | Marcatori |  |

| Arbitro: | Paolo Valeri |

|                              |           |                    |
| J. Voutilainen 11’ Sohna 40’ | Marcatori | 16’ (aut.) Meerits |

## Statistiche

### Statistiche di squadra
| Competizione       | Punti | In casa | In casa | In casa | In casa | In casa | In casa | In trasferta | In trasferta | In trasferta | In trasferta | In trasferta | In trasferta | Totale | Totale | Totale | Totale | Totale | Totale | DR  |
| Competizione       | Punti | G       | V       | N       | P       | Gf      | Gs      | G            | V            | N            | P            | Gf           | Gs           | G      | V      | N      | P      | Gf     | Gs     | DR  |
| ------------------ | ----- | ------- | ------- | ------- | ------- | ------- | ------- | ------------ | ------------ | ------------ | ------------ | ------------ | ------------ | ------ | ------ | ------ | ------ | ------ | ------ | --- |
| Veikkausliiga      | 39    | 17      | 4       | 7       | 6       | 21      | 29      | 16           | 5            | 5            | 6            | 17           | 22           | 33     | 9      | 12     | 12     | 38     | 51     | -13 |
| Suomen Cup         | -     | 3       | 2       | 0       | 1       | 6       | 2       | 3            | 2            | 0            | 1            | 10           | 5            | 6      | 4      | 0      | 2      | 16     | 7      | +9  |
| UEFA Europa League | -     | 2       | 2       | 0       | 0       | 3       | 1       | 2            | 1            | 0            | 1            | 1            | 2            | 4      | 3      | 0      | 1      | 4      | 3      | +1  |
| Totale             | -     | 22      | 8       | 7       | 7       | 30      | 32      | 21           | 8            | 5            | 8            | 28           | 29           | 43     | 16     | 12     | 15     | 58     | 61     | -3  |